# Péchy Manó
Gróf pécsújfalusi Péchy Manó vagy más formában Péchy Emmánuel (Boldogkőváralja, 1813. október 31. – Boldogkőváralja, 1889. július 24.) magyar főispán, kamarás, erdélyi kormánybiztos. A pécsujfalusi, boldogkőváraljai és mohorai birtokok ura.

## Származása
Születési éveként gyakran tévesen az 1817-es, vagy 1818-as esztendőt adják meg. Édesapja, Péchy József (1786–1820) császári és királyi kamarás, asztalnok, akit 1810. november 16-án Bécsben kelt oklevéllel grófi rangra emeltek. Édesanyja Fáy Anna (1780–1848). Egy öccse volt, Konstantin Szilárd (1818–1866), császári és királyi főhadnagy a 3. század dzsidás (ulánus) ezredben, aki részt vett az 1848–49-es forradalom és szabadságharcban, a monospetri ütközetben.

### Családja

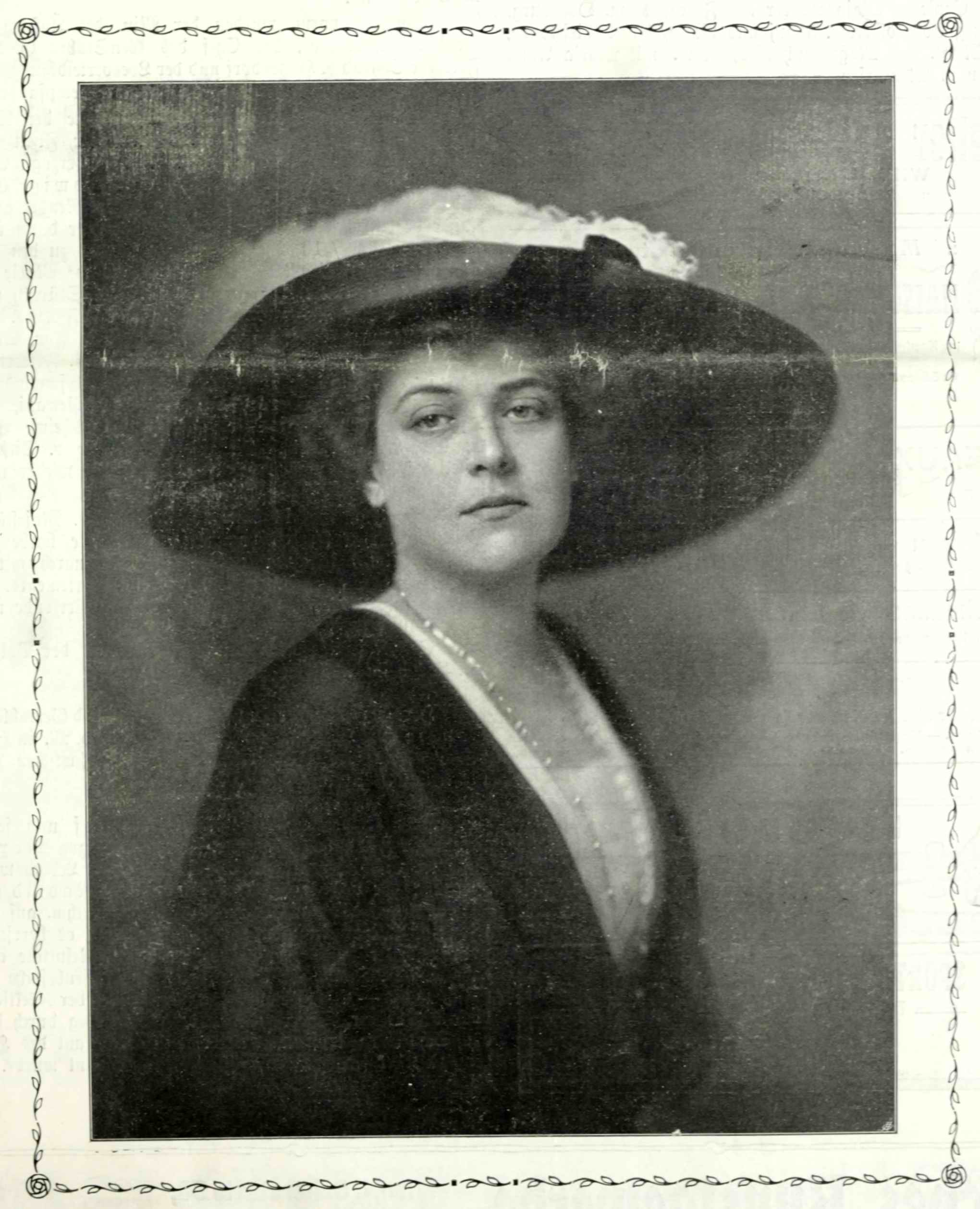
Unokája, Zichy Klára grófnő

1844-ben Enyickén vette feleségül enyickei és széplaki Meskó Zenaida Mária bárónőt († Boldogkőváralja, 1861. április 23.), Meskó Jakab és Fáy Mária leányát. Felesége a Kassai Jótékony Nőegylet elnöke és csillagkeresztes hölgy volt. A házassággal a Péchy-birtokok tovább szaporodtak, hiszen a felesége révén hozzájutott a széplaki, enyickei, fáji, dormándi és perényi uradalmakhoz. Házasságukból két fiatalon elhunyt fiú és egy leány született:
- Péchy Jacqueline (Boldogkőváralja, 1846. január 13.- Kassa, 1915. március 27.). Ő építtette a Boldogkőváraljai Zárdának, Leányiskolának és Óvodának helyet adó épületet (1892), melyben 1893 óta folyt a munka a Szent Megváltóról elnevezett irgalmas nővérek felügyelete alatt, az iskolát 1950-ben államosították, így az apácáknak el kellett hagyniuk. Szintén az ő áldozatosságát dicséri az enyickei római katolikus templom helyreállítása, 1878-ban zárdát és leánynevelő intézetet alapított és Szent Vince leányaira bízta annak vezetését, a zárda mellé kisdedóvót is létrehozott. Az 1880-as években elvesztette szeme világát.[2]

1864. május 10-én Sopronban összeházasodott zicsi és vázsonykői Zichy Rudolf Miksa Kálmán (régi forrásokban Rezsőként említik) (Buda, 1833. június 11.– Kassa, 1893. január 16), Bártfa, Eperjes, Kassa és Szeben szabad királyi városok főispánjával. Házasságukból hét gyermek született:
Zenaida Mária Anna (Sopron, 1865. március 15/16. – Budapest, 1924. május 5.), aki 1888-ban Almásy György (1864–1898) felesége lett.
Eleonóra Mária Irén (1867. március 28. – Budapest, 1945. január 31.)
 1885. június 24-én Enyickén férjhez ment csíkszentkirályi és krasznahorkai Andrássy Tivadar grófhoz (1857–1905) császári és királyi tartalékos 6. huszárezredbeli főhadnagyhoz, országgyűlési képviselőhöz, Andrássy Gyula, magyar miniszterelnök és Kendeffy Katalin elsőszülött fiához. Házasságukból született Andrássy Katinka, Károlyi Mihály miniszterelnök felesége.
Béla Mária Rudolf (Enyicke, 1868. május 14. – Kassa, 1944. november 8.), aki 1895-ben New Yorkban vette feleségül Mabel Elizabeth Wrightot (New York, 1869 – Budapest, 1926). Házasságukból két fiú született; Edvárd és Tivadar.
Mária Crescentia Irén (Enyicke, 1869. június 26. – Budapest, 1947. november 2.), aki 1892-ben Enyickén feleségül ment Vay Ádámhoz (1868–1913)
Márta Mária Emánuel (Enyicke, 1870. július 11. – Mohora, 1940. november 22.), aki 1895-ben Enyickén feleségül ment Vay Gáborhoz (1862–1931), Zichy Mária férjének, Vay Ádámnak testvére.
Jakab Mária Emánuel (Kassa, 1872. április 2. – Kainberg, 1948. február 28.).
1903-ban engedélyt kapott a Zichy-Meskó kettős név viselésére, teljes címe ezután zicsi és vázsonykői, enyickei és széplaki Zichy Meskó Jakab. Kassán gazdasági iskolát végzett, és mint okleveles gazda kezdett birtokainak igazgatásába, 4000 katasztrális holdon. 1896 és 1901 között a gönci kerület országgyűlési képviselője volt. I. Ferenc József magyar királytól 1898-ban császári és királyi kamarási címet kapott, majd 1902-ben a főrendház a tagjai közé választotta. Az első világháborúban a császári és királyi 7. huszárezrednél szolgált, ahol főhadnagyi címet kapott. Az ezerkilencszázhúszas évektől nem politizált, már csak birtokain gazdálkodott.
1896. január 9-én feleségül vette Mengersen Mária bárónőt (Kassa, 1876 – Boldogkőváralja, 1942). Házasságukból négy gyermek született; Rudolf (Rezső), Emanuel (Manó), Henrik és Jacqueline.
Klára Mária Rudolfina (Kassa, 1875. január 5. – Budapest, 1946. május 7.), aki 1896-ban, Budapesten feleségül ment Hadik-Barkóczy Endréhez (1862–1931), belső titkos tanácsos-kamaráshoz.

## Pályafutása
A kassai akadémián végzett jogi tanulmányai után 1834. május 24-én ügyvédi vizsgát tett. Tizennyolc éves korában Abaúj vármegye tiszteletbeli aljegyzője, később vármegyei al-, majd főjegyző is volt egy rövid ideig. Ezután Abaúj vármegye országgyűlési követe volt, ragaszkodott a Deák-, később a Szabadelvű Párthoz (melyből azonban rövid időre kilépett az új kabinet alakulásakor). Lojalista magatartása hozzájárult ahhoz, hogy József nádor 1841-ben őt nevezte ki Zemplén vármegye főispáni helytartójává, ezt a tisztséget töltötte be egészen 1848-ig. A forradalom kitörésekor jelentkezett a kassai lovas nemzetőrséghez, de harcokban nem vett részt. A forradalom után sokáig nem vállalt hivatalt, visszavonultan élt birtokán. Csak az Októberi diploma kiadása után lépett újra munkába; 1860-ban a Vay-féle kormány hívta meg Abaúj vármegye főispáni tisztségébe, amelyről hamarosan lemondott. 1865 júliusában azonban a Majláth-Sennyei kormány újra a vármegye élére helyezte.

### Erdély kormánybiztosaként

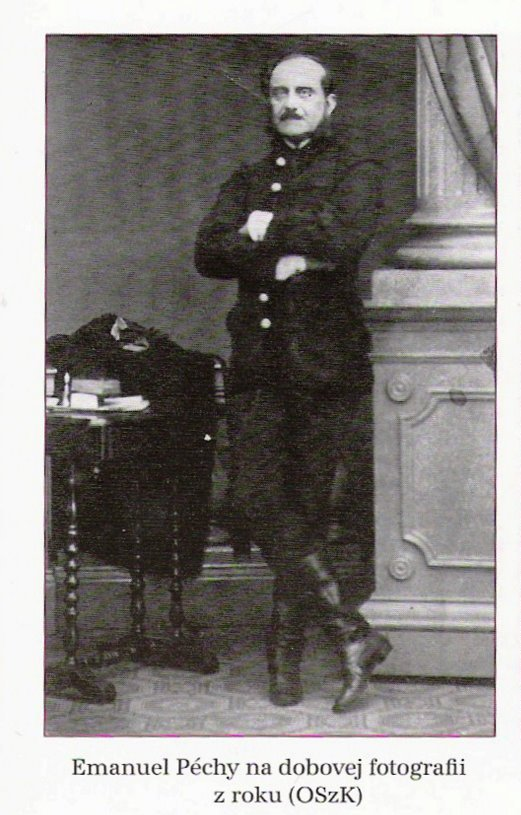
Péchy Manó

1867 februárjában felkérték, hogy legyen Erdély kormánybiztosa. Feladataként Erdély jogi uniójának tényleges megvalósítását, és a terület integrációját tűzték ki. Először vonakodott elvállalni, mint mondta, nem érez magában elég tehetséget a feladat elvállalására: „Komoly fontolóra véve a nevezett küldetésnek sokoldalú s nagy horderejű jelentőségével egybekötött nehéz feladatát s számot vetve korlátolt tehetségeimmel és saját körülményeimmel, tagadnom nem lehet, hogy a feladat nagysága keblemben nem csekély aggályokat költ fel.” A feladat elvállalásához feltételeket támasztott, többek között, hogy megtarthassa főispáni kinevezését, ha azonban újat kellene kinevezni kérjék ki véleményét, emellett magával akarta vinni személyi titkárát, és előleget is kért költségeire. Végül feltételeit elfogadták, de Abaúj vármegye tényleges irányításáról le kellett mondania. Hivatalosan 1867. április 2-án nevezték ki királyi biztosnak, Péchy azonban csak május elején érkezett Kolozsvárra. Vele tarthatott személyi titkára, Harsányi József is, akit közben kineveztek az erdélyi királyi biztos személyi titkárának. Megérkezése után hozzálátott hivatali munkájához. Ötéves kinevezése alatt a megoldhatatlan nemzetiségi kérdéssel, a románok unióellenességével, az erdélyi szászok függetlenségének kérdésével, a magyar törvények kiterjesztésével, a legfelsőbb törvényszék Pestre költöztetésével kellett megbirkóznia. Ahhoz, hogy minél jobban megértse az Erdélyben uralkodó helyzetet, többször körbeutazta. Azzal kellett szembesülnie, hogy a magyarok és székelyek örültek az uniós lépéseknek és Erdély integrációjának, a szászok lojálisak voltak, a románok viszont elutasítók. Román területen, Balázsfalván tett látogatása során felgyújtották a hidat, így csak a mocsáron keresztül tudott a városba jutni. Azonban a szászok lelkesedése is apadt, mutatja ezt az is, hogy Ferenc József magyar királlyá való koronázására megtagadták a képviselők küldését, igaz anyagi okokra hivatkoztak. A magyarok és a székelyek követelése az 1848-as törvények és az önkormányzatok helyreállítása volt.
Erdélyi királyi biztossá való kinevezésével egy időben valóságos belső titkos tanácsosi kinevezést is kapott. 1872 júniusában Kolozsvár belső kerületének (jobboldali), majd 1881-től 1887-ig Kassa képviselője volt az országgyűlésben; emellett a büntető-codex kidolgozására kinevezett országos bizottságának is tagja volt, majd főkamarásmesteri kinevezést kapott. Ezután zászlósúri méltóságra emelték.
1889. július 24-én érte a halál boldogkőváraljai birtokán. Holttestét július 27-én délelőtt 11 órakor helyezték örök nyugalomra a boldogkőváraljai családi kriptában.

## Személyisége

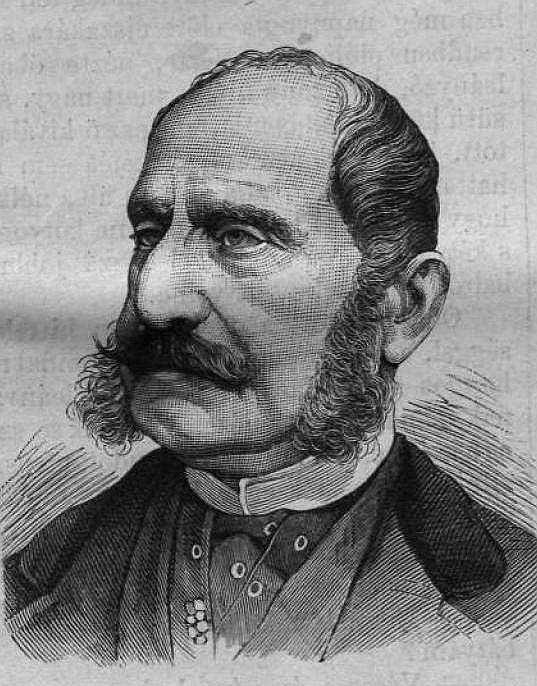
Az idős Péchy

Kortársai a következőképen írtak róla:
„…Pártjának mindig notabilitásai közé tartozott. Nyilvános szónoklatokat nem szeret tartani; hideg arcza, tompa hangja s száraz gondolkodása miatt nehezen is tudná az ékesszólás babérait megszerezni, a klub azonban nem egy rövid, tartalmas és szabatos felszólalását ismeri, kivált a régebbi deákpárti világból. Deák kedvelte őt, de ő is állandóan ragaszkodott Deákhoz és politikájához. 1872-ik évi deczemberben gróf Lónyay bukása után a Deákpárt egy része ováczióban akarta gróf Lónyayt részesiteni, a minek eleintén Deák Ferencz nem igen örült. Péchy Manó szintén ostromoltatván a részvétel iránt, oda fordul Deákhoz, ki épen Zichy Manóval beszélgetett s kérdezé: „tanácsolj, mit tegyek 1” „Kérdezd a Manót, ne engem,„ monda Deák komoly arczczal s oda mutatott Zichyre, kiről tudva volt, hogy az „öreg ur” föltétlen hive. Péchy nem érté meg a szójátékot s komolyan panaszkodott az „öreg ur„ hidegsége miatt. 
Magas, tellett, noha nem kövér termet, hollófekete bajuszszal s már ritkuló fekete hajjal. Hatvanéves daczára egyenes tartású, figyelmes és előzékeny modorú, noha vonásai nem igen gyakorlottak a mosolygásban. A szépnemnek még most is gyöngéd tisztelője és semmiképp sem neheztel barátaira, ha őt kalandok hőse gyanánt emlegetik.”

## Kitüntetései
Érdemeinek elismeréséül megkapta a pápai Szent Gergely-rend nagykeresztjét és a Vaskorona-rend első osztályát (1868), valamint a Lipót-rend nagykeresztjét (1868). Kassa (1866), Kolozsvár, Sepsiszentgyörgy, Gyulafehérvár és Székelyudvarhely is díszpolgárává választotta.

## Írásai
- Beszéde Zemplén vármegye főispáni helytartói székébe 1841. dec. 13. végbement bevezetése alkalmával. Sárospatak, 1842
- Kolozsvár országgyűlési képviselőinek (Péchy Manó gróf és Hajós János) beszédeik és Sámi László válasza a polgárság nevében. Kolozsvár, 1875

## Építő tevékenysége
Folytatta azt az építő tevékenységet amit, még dédapja Péchy Gábor kezdett meg. Péchy Gábor (1705–1786) építtette Boldogkőváralja római katolikus templomát 1768-ban (a bejárat felett a Péchy-címer állít emléket az építtető családnak) és a faluban álló jelenleg egészségügyi intézményként működő barokk kastélyt, 1768-ban és a hozzátartozó két zsindelyfedésű saroktornyot. Péchy Manó a színházi világ iránt érzett nagy elkötelezettséget ezért a kassai és kolozsvári színház működéséért és felvirágoztatásáért sokat tett és jelentékenyen összegeket is adományozott. 1862-ben felesége emlékere Zenaide névvel iskolát építtetett. Ő volt az 1861-ben felépített családi kripta kivitelezője is.

## Emlékezete
1841-ben Tompa Mihály, Versfüzér péchujfalusi gróf Péchy Emánuel ő nagyságának címmel verset írt róla. A vers Jókai Mór pedig az Útleírások című írásában emlékszik meg arról a napról, amit a grófnál töltött egy Abaúj vármegyei körútja során.
2006-ban jelent meg szlovák nyelvű életrajza: Roman Holec – Judit Pál: Aristokrat v sluzbách státu. Gróf Emanuel Péchy. Bratislava, Kalligram